# Hugo Alfvén
Hugo Emil Alfvén (Estocolmo, 1 de mayo de 1872 - Falun, 8 de mayo de 1960) fue un compositor, director de orquesta y violinista sueco. También destacó como pintor y escritor.

## Biografía
Estudio en el Real Conservatorio de Estocolmo desde 1887 hasta 1891 con el violín como instrumento principal. También recibió lecciones privadas de composición por parte de Johan Lindegren Se ganaba la vida tocando el violín en la Ópera Real de Estocolmo y en la Hovkapellet (orquesta sueca de la corte).
Desde 1897 y durante los próximos diez años, viajó mucho por Europa. Estudió técnica del violín en Bruselas y aprendió dirección de orquesta en Dresde. Posteriormente fue violinista y profesor de composición del Conservatorio de Estocolmo. En 1908 fue elegido miembro de la Academia Real de Música. A partir de 1910 fue director de música de la Universidad de Upsala, puesto que ocupó hasta 1939. Dirigió también el coro estudiantil masculino Orphei Drängar, con el que viajó por Europa.
Alfvén es uno de los compositores más importantes de Suecia junto con Franz Berwald y Wilhelm Stenhammar. De temperamento romántico, notablemente influido por Wagner y Strauss, utilizó el folclore de su país introduciendo en sus rapsodias temas de danzas típicamente suecas. Sus sinfonías, de estructuración clásica, muestran a un hábil orquestador.

## Su obra

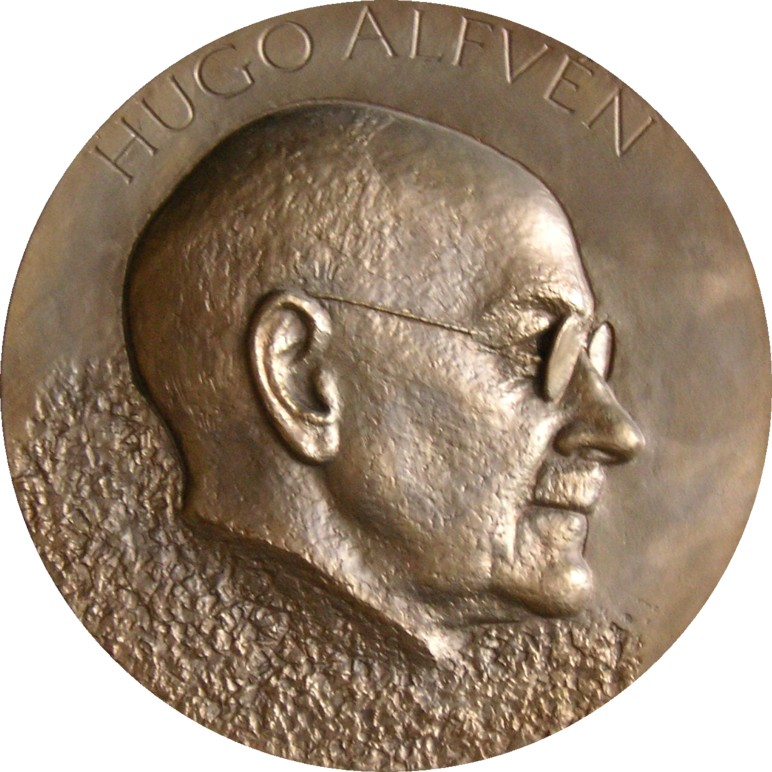
Hugo Alfvén.

Música instrumental: obras para piano, música de cámara, oberturas, marchas; 5 Sinfonías, I en fa menor, estrenada en 1897, II mi mayor, estrenada en 1899, III mi mayor, estrenada en 1906, IV do menor, estrenada en 1918, V la menor, estrenada en 1952; poemas sinfónicos, entre ellos Enskärgärdssägen (1905) y Drapa; rapsodias suecas, Midsommarvaka (1904 representada en París en forma de ballet, La Nuit de Saint-Jean), la más conocida Uppsalarapsodi (1907) y Dalarapsodi (1937).
Música vocal y teatral: Melodías y lieder; 10 cantatas para solo, coro y orquesta; 2 cantatas para coro de hombres y orquesta, Sten Sture (1912) y Manhem (1928); una pantomima, Bergakungen, El rey de las montañas, representada en Estocolmo, 1923; música de escena, Spamannen (1912), Vi., (1932); música para películas.